# Barchov (Pardubicei járás)
Barchov település Csehországban, a Pardubicei járásban. Barchov Jeníkovice, Bezděkov, Pardubice, Starý Mateřov és Jezbořice településekkel határos. Lakosainak száma 335 fő (2024. január 1.).

## Népesség
A település lakosságának változását az alábbi diagram mutatja:
| Lakosok száma | 400  | 423  | 430  | 263  | 225  | 186  | 188  | 245  | 289  | 335  |
|               | 1869 | 1900 | 1921 | 1961 | 1980 | 2011 | 2016 | 2019 | 2021 | 2024 |